# Nainital

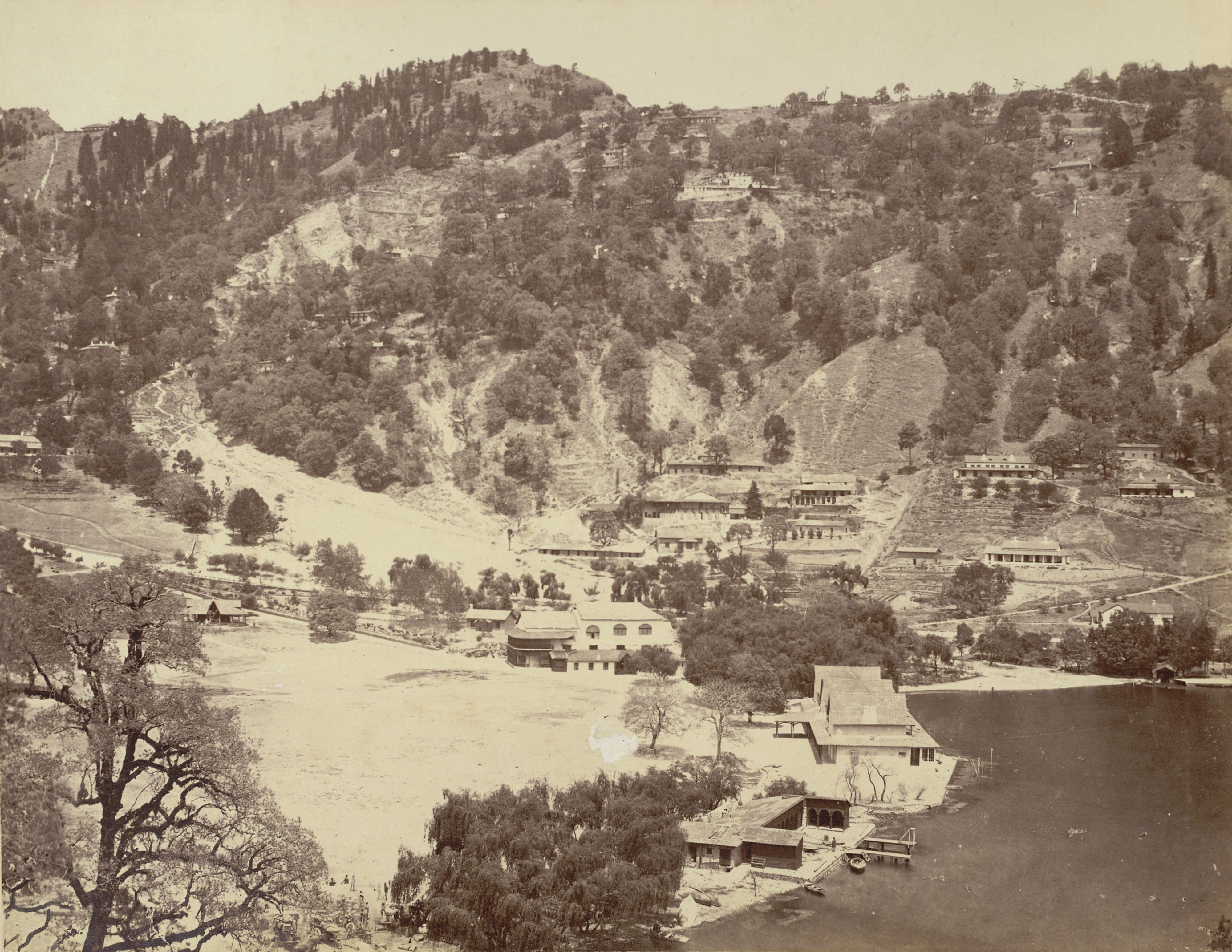
Vista general el 1875

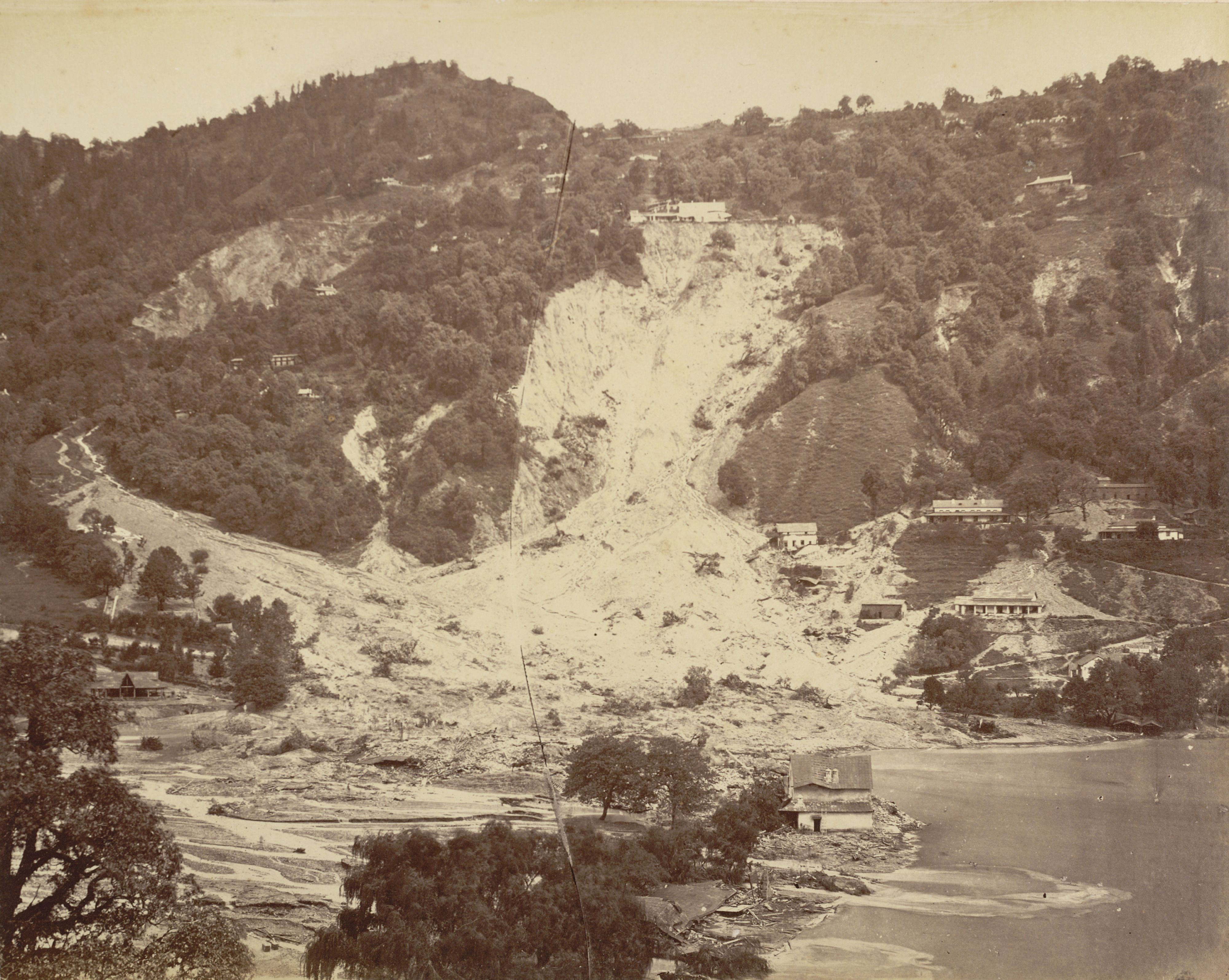
Naini Tal, esllavissada de 1880

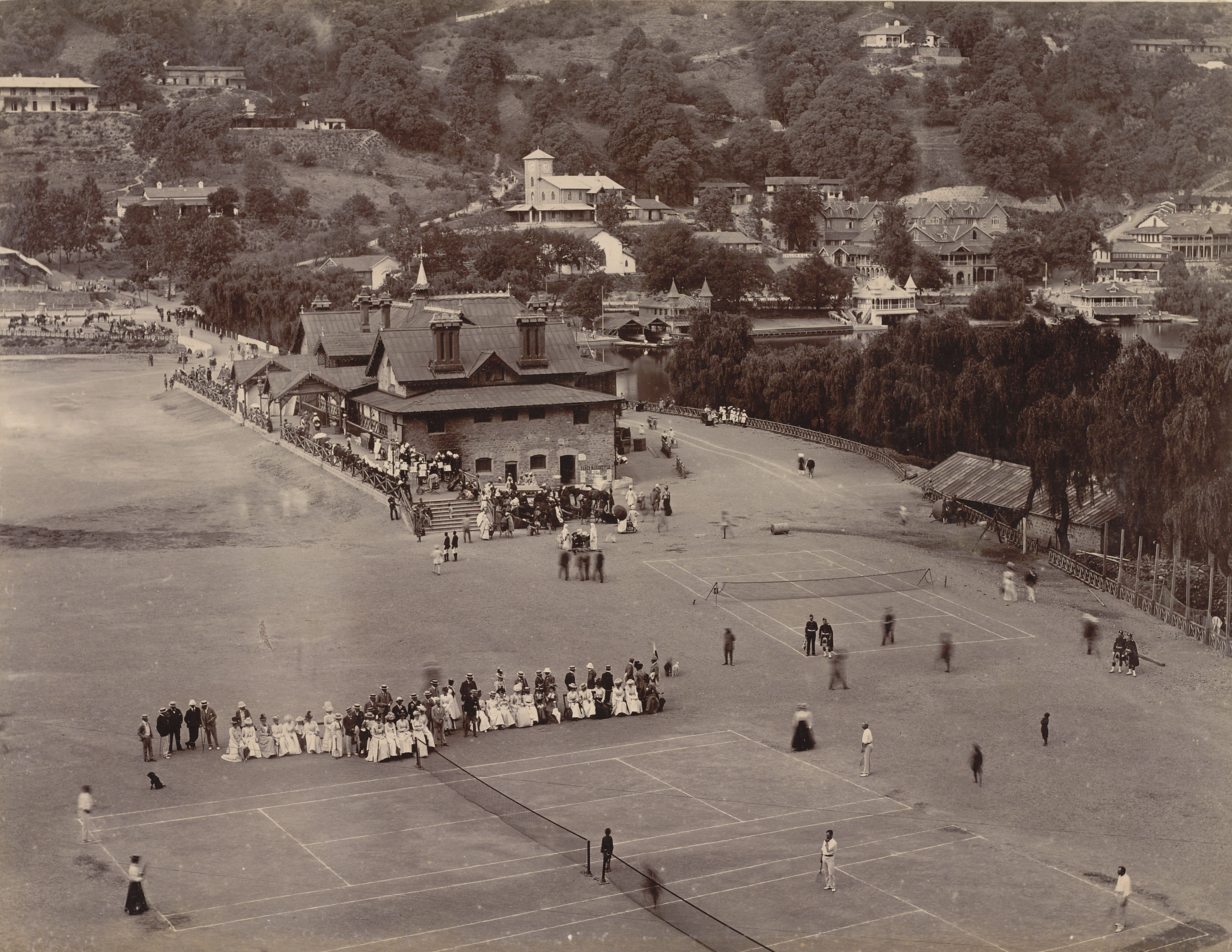
Torneig de Tennis a Naini Tal, 1899

Nainital (hindi: नैनीताल) és una ciutat i municipi de l'estat d'Uttarakhand, divisió de Kumaon, capital del districte de Nainital, a una vall amb un llac anomenat també Naini Tal (Llac Naini) d'uns 3 km de perimetre i rodejat de muntanyes entre les quals el Naina de 2.615 metres al nord, el Deopatha de 2.438 metres a l'oest, i el Ayarpatha de 2.278 metres al sud, a 29° 23′ N, 79° 27′ E / 29.38°N,79.45°E. Al cens del 2001 consta amb una població de 38.559 habitants. La població el setembre de 1900 era de 15.164 habitant però baixava a l'hivern (març 1901) a 7.609.
La ciutat fou fundada el 1841 com estació de muntanya; P. Barron, comerciant de sucre de Shahjahanpur, va fundar la primera construcció, el Pilgrim Lodge. El 1845 fou erigida en municipalitat. El 1846 el capità Madden de l'artilleria de Bengala va visitar Naini Tal i la va descriure; ja s'havia construït aleshores l'església de Sant Joan. Aviat la població fou residència preferida de molts soldats i oficials colonials amb les seves famílies que fugien de la calor de la plana. Vers 1859 fou residència d'estiu del governador de Kumaon. El 1861 fou designada capital del districte de Terai rebatejat districte de Naini Tal el 1891. El 18 de setembre de 1880, després de tres dies de pluja, un corriment o esllavissada de terres al nord i oest de la ciutat va enterrar 151 persones dels quals 43 britànics (ja hi havia hagut dos avisos el 1866 i 1879 després d'intenses pluges). Més tard va esdevenir residència d'estiu del governador de les Províncies Unides d'Agra i Oudh residint a la casa coneguda com a Raj Bhavan (construïda el 1899-1900). Després del 1927 la presència de britànics va disminuir i es va acabar el 1947.